# Hilary Mason (Schauspielerin)
Hilary Lavender Mason (* 4. September 1917 in Birmingham oder London, England; † 5. September 2006 in Milton Keynes, Buckinghamshire, England) war eine britische Schauspielerin, die in diversen Rollen agierte. Sie wurde hauptsächlich mit britischen Fernsehfilmen populär.

## Leben
Mason studierte Schauspiel an der London School of Dramatic Art. Weltweit bekannt wurde sie durch ihre Rolle als blindes Medium in Nicolas Roegs Film Wenn die Gondeln Trauer tragen (Orig.: Don't Look Now). Weitere Rollen von ihr waren in den britischen Fernsehserien Z-Cars und Dixon of Dock Green sowie eine Gastrolle in der britischen Komödienserie Ripping Yarns.
In späteren Jahren erschien sie auf dem Bildschirm in der populären britischen Kinderserie Maid Marian and her Merry Men. Ihre letzte Rolle war ebenfalls eine Kinderserie mit dem Namen Aquila. 

## Filmografie (Auswahl)
- 1965–1976: Coronation Street (Fernsehserie, 3 Folgen)
- 1970: Paul Temple (Fernsehserie, 1 Folge)
- 1973: Wenn die Gondeln Trauer tragen (Don’t Look Now)
- 1975: Rockets In The Dunes
- 1975; Poldark (Fernsehserie, 2 Folgen)
- 1978: Absolution
- 1979: Der Aufpasser (Minder) (Fernsehserie, 1 Folge)
- 1980: Die Vogelscheuche (Worzel Gummidge) (Fernsehserie, 1 Folge)
- 1980–1981: Im Schatten der Eule (Brendon Chase) (Fernsehserie, 10 Folgen)
- 1985: Miss Marple: Die Schattenhand
- 1985–1988: Jim Bergerac ermittelt (Bergerac) (Fernsehserie, 2 Folgen)
- 1987: Dolls
- 1987–1996 Casualty (Fernsehserie, 3 Folgen)
- 1988–1996: The Bill (Fernsehserie, 2 Folgen)
- 1989: Great Expectations
- 1989: Agatha Christie’s Poirot (Fernsehserie, 1 Folge)
- 1990: Robot Jox – Die Schlacht der Stahlgiganten
- 1991: Angst vor der Dunkelheit (Afraid of the Dark)
- 1992: Der Wunderheiler (The Healer)
- 1995: Das Haus der Geister (Haunted)